# 地中海式气候

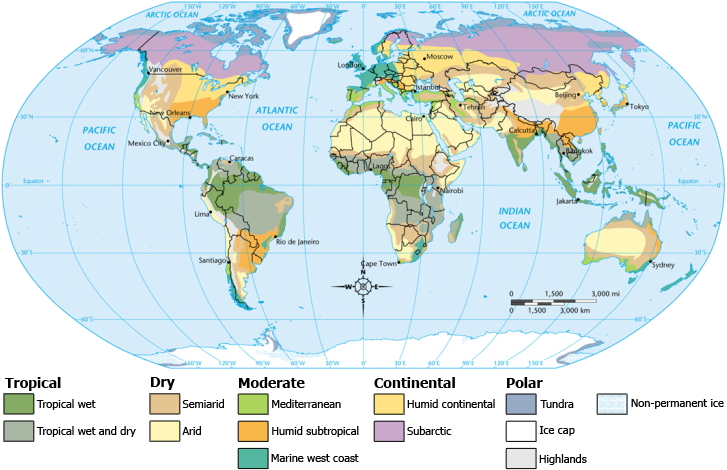
地中海式氣候

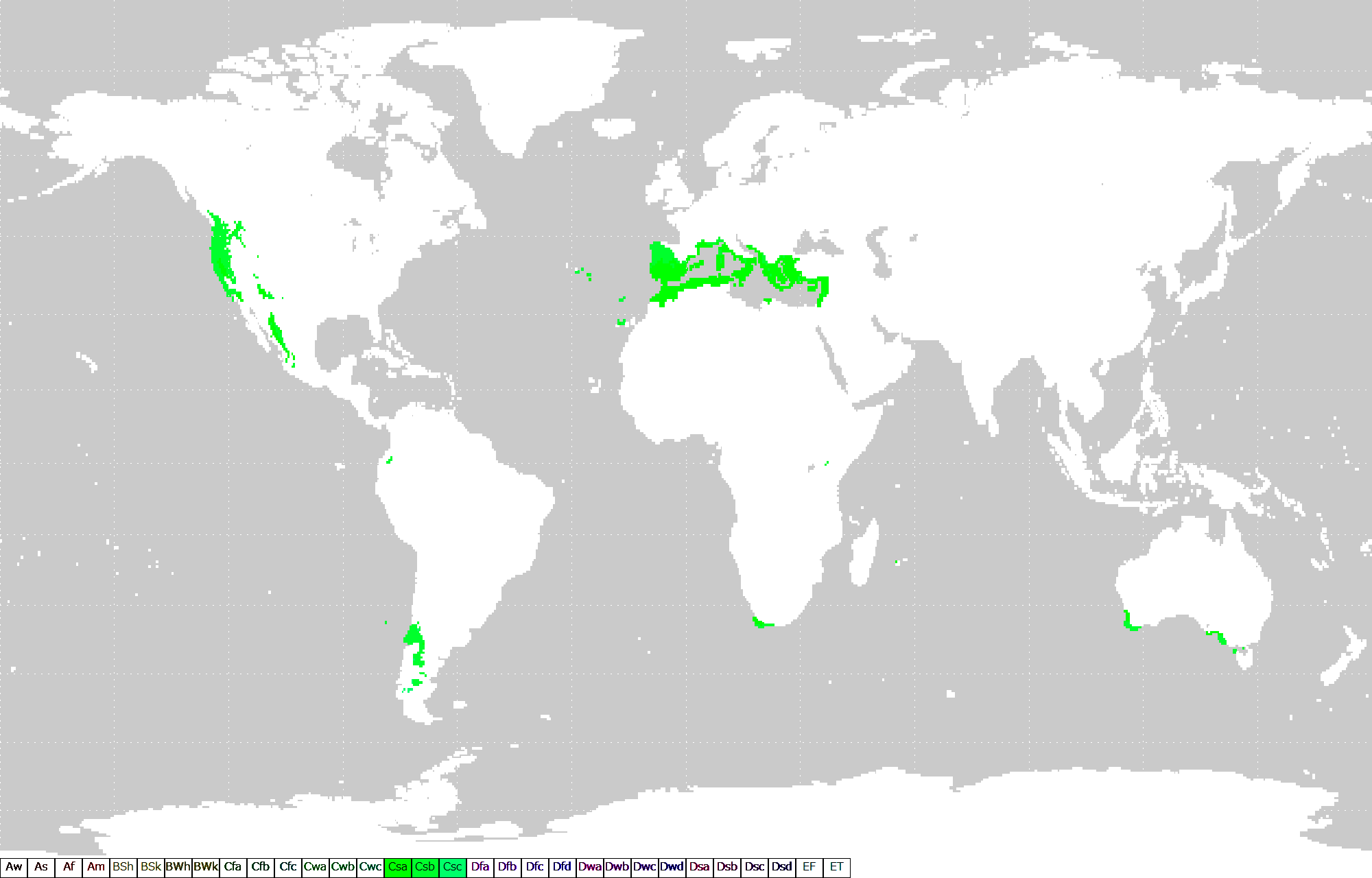
地中海式气候

地中海气候

地中海式氣候，又稱作地中海氣候 (英語：Mediterranean climate)、副熱帶夏乾氣候 (英語：dry summer climate)，其分布於中緯度地區（約南北緯30至40度）的大陸西岸地區，包括地中海沿岸地區、黑海沿岸地區、美國的加利福尼亞州、澳洲西南部伯斯、南部阿德莱德一帶，南非共和國的西南部，以及智利中部等地區。
地中海式氣候分布範圍占全球比例十分稀少，（降水和温度相反），迥異於其他類型氣候，也往往造成作物生長季無法與雨季配合，因此地中海農業區的作物種類往往為耐旱的蔬果，灌溉系統亦十分發達，為其一大特色。其氣候特徵是：夏季炎热干燥，冬季温和多雨。雖然說也有明顯乾濕季節，但又與季風相反，年溫差較小。

## 成因和气候特徵

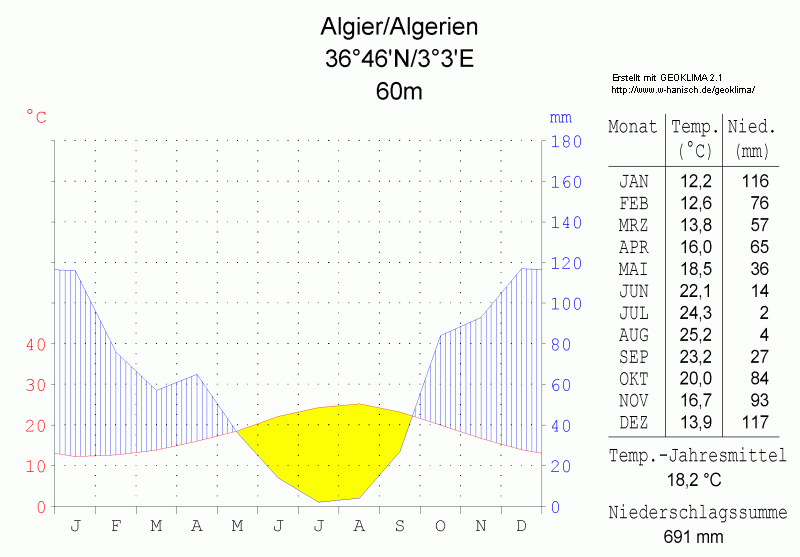
阿爾及爾雨量氣溫圖

這些地區由西風帶和副熱帶高壓帶及信风带交替控制。冬季時，西風帶移至此氣候區內，西风从海洋上带来潮湿的气流，加上锋面气旋活动频繁，因此氣候溫和多雨。
夏季時，副熱帶高壓或信風移至此氣候區內，加上沿海涼流的作用，不易形成降水，因此氣候乾燥炎熱。形成夏乾冬雨的氣候特徵。

## 气候亚型
- 凉夏型副热带夏乾气候：临近大洋的地中海式气候区域，因为沿岸有涼流经过，受到海陆风的影响，夏季凉爽，少日照而多雾，最热月在22摄氏度以下。
- 暖夏型副热带夏乾气候：离大洋稍远的地中海式气候区，夏季受不到涼流的调节，在副熱帶高壓帶的控制，夏温很高，最热月在22摄氏度以上。日照较多，年溫差比凉夏型的要大。

## 經濟活動

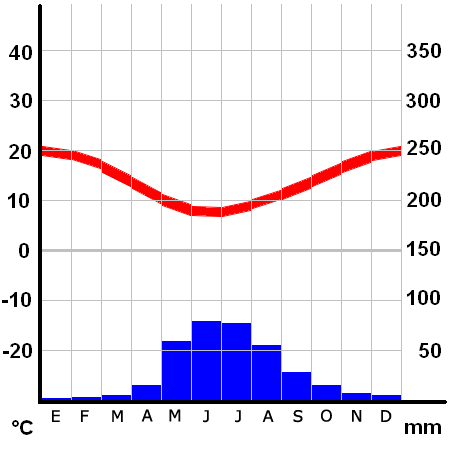
聖地亞哥 (智利)雨量氣溫圖

地中海式氣候區由於陽光充足，經常成為觀光地区。地中海式气候区对应的植被类型为副热带常绿硬叶林，此类植物的特点为叶片一般较厚，叶表面有蜡质，以减少水分蒸腾，适应干燥气候。適合生產的農產品包括葡萄、橄欖、柑橘、無花果等，故世界上著名的葡萄酒产地多集中于此气候带。

## 代表城市
（按照柯本气候分类法选定）

### 北半球
- 法國 馬賽
- 葡萄牙 里斯本
- 西班牙 巴塞隆納
- 西班牙 馬德里
- 西班牙 瓦倫西亞
- 西班牙 帕爾馬
- 義大利 羅馬
- 義大利 熱那亞
- 希腊 雅典
- 以色列 海法
- 以色列 耶路撒冷
- 黎巴嫩 貝魯特
- 土耳其 伊斯坦堡
- 美国 舊金山
- 美国 洛杉磯

### 南半球
- 智利 聖地牙哥
- 珀斯
- 阿德雷德
- 南非 開普敦